# Jan Křen
Jan Křen (22 de agosto de 1930 - Praga, 7 de abril de 2020) fue un historiador, académico y disidente checo durante la era comunista de Checoslovaquia. Se especializó en el estudio de las relaciones checo-alemanas.

## Biografía
Durante la década de 1960, fue uno de los primeros historiadores checoslovacos en documentar e investigar la expulsión de los alemanes de los Sudetes del país al final de la Segunda Guerra Mundial. Křen fue originalmente miembro del Partido Comunista de Checoslovaquia desde 1949 hasta 1969, pero posteriormente fue expulsado en 1970 por su oposición a la invasión del Pacto de Varsovia. Fue despedido de su trabajo como profesor y se vio obligado a laborar como trabajador manual. 
Se involucró con el movimiento disidente pro democracia. Fue uno de los firmantes fundadores de Charter 77 y comenzó a celebrar una serie de seminarios subterráneos que se realizan de forma encubierta en apartamentos y universidades.
Cofundó la revista de estudios históricos Samizdat. En la década de 1980, publicó uno de sus libros más conocidos, Comunidades en conflicto. Checos y alemanes 1780–1918, a través de sus propios sesenta y ocho editores, un editor clandestino ilegal. El libro fue publicado más tarde en Alemania. 
En 1989, fundó el Instituto de Estudios Internacionales de la Universidad de Charles y fue su primer director. También cofundó y presidió la Comisión Checa-Alemana de Historiadores y participó en el Fondo Checo-Alemán del Futuro. Fue profesor visitante en universidades alemanas en Berlín, Bremen y Marburgo. 
El Presidente de Alemania otorgó a Jan Křen la Orden del Mérito de la República Federal de Alemania en 2000. En 2002, el presidente de la República Checa, Vaclav Havel, un compañero firmante de la Carta 77, otorgó a Křen la Medalla al Mérito. También ganó el premio del libro Magnesia Litera 2006 al mejor libro educativo por "Dos siglos de Europa Central".

## Muerte
Se cree que Křen contrajo COVID-19 en el hogar de ancianos donde vivía en el distrito Michle de Praga a finales del mes de marzo de 2020. Murió en el hospital Na Bulovce de Praga de la enfermedad el 7 de abril de 2020, a la edad de 89 años durante la pandemia de coronavirus de 2020 en la República Checa.

## Premios
- Medalla Goethe (1996)
- Orden del Mérito de la República Federal de Alemania (2000)[2]
- Medalla al Mérito de la República Checa (2002)[1]
- Premio Magnesia Litera al libro de literatura educativa del año (2006)

## Obras publicadas
- Konfliktní společenství (1986)
- Bílá místa v našich dějinách? (1990)
- Historické proměny Češství (1992)
- Die Konfliktgemeinschaft: Tschechen und Deutsche 1780-1918 (1996)
- Geteilte Erinnerung: die deutsch-tschechischen Beziehungen und die sudetendeutsche Vergangenheit (2008)
- Historik v pohybu, (2013)
- Dvě století střední Evropy (2005)
- Čtvrt století střední Evropy: Visegrádské země v globálním příběhu let 1992–2017 (2019)